# Мишина Нива
Мишина Нива — деревня в Селижаровском муниципальном округе Тверской области.

## География
Находится в западной части Тверской области на расстоянии приблизительно 20 км на запад по прямой от административного центра округа поселка Селижарово.

## История
Отмечена была на карте 1941 года. До 2017 года входила в Шуваевского сельского поселения, с 2017 по 2020 год в составе Селищенского сельского поселения Селижаровского района до их упразднения.

## Население
Численность постоянного населения не была учтена как в 2002 году, так и в 2010.